# Tina Steiner
Ernestina "Tina" Steiner, född 31 mars1910i Trieste, död 2001, var en italiensk friidrottare med löpgrenar som huvudgren. Steiner var flerfaldig italiensk mästare och blev medaljör vid damolympiaden Olimpiadi della Grazia 1931 och var en pionjär inom damidrott.

## Biografi
Ernestina Steiner föddes 1910 i Trieste i nordöstra Italien. I ungdomstiden blev hon intresserad av friidrott och gick med i idrottsföreningen "Società Ginnastica Triestina", hon tävlade främst i kortdistanslöpning men även i hoppgrenar. Hon tävlade även i flera landskamper i det italienska damlandslaget i friidrott.
1928 deltog hon i sina första italienska mästerskap i friidrott (Campionati italiani assoluti di atletica leggera) i Bologna, hon tog guldmedalj i stafettlöpning 4 x75 meter (med Pina Cipriotto, Silia Martini, Derna Polazzo och Steiner som 4.e löpare) och bronsmedalj i löpning 100 meter.
1929 vann Steiner återigen guldmedalj i stafettlöpning 4 x 75 m (med Silia Martini. Maria Bravin, Steiner som tredje löpare och Derna Polazzo) samt tog silvermedalj i höjdhopp och bronsmedalj i löpning 80 meter vid italienska mästerskapen i friidrott i Turin. Vid tävlingar den 4 augusti samma år vann hon stafettlöpning 4 x 75 m (med Ebe Fragiacomo, Maria Cossovel och Derna Polazzo) vid tävlingar i Trieste, segertiden var italienskt rekord.
1930 vann hon guldmedalj i löpning 60 m och 80 meter, stafettlöpning 4 x 75 m (med Maria Bravin, Maria Coselli, Ada Novak och Steiner som 4.e löpare) och 4 x 100 m (med Nives De Grassi, Maria Bravin, Maria Coselli och Steiner som 4.e löpare) vid italienska mästerskapen i friidrott i Florens. Segertiden i löpning 80 m var också italienskt rekord. Steiner tog även silvermedalj i trekamp (omfattade då löpning, höjdhopp och kastgren) samt bronsmedalj i längdhopp och höjdhopp. Vid tävlingar i Neapel 19 juni samma år satte hon även italienskt rekord i stafettlöpning 4 x 100 m (med Maria Bravin, Lidia Bongiovanni och Derna Polazzo). Senare samma år deltog Steiner vid damolympiaden Internationella kvinnospelen i Prag. Hon tävlade i flera grenar men utan att nå medaljplats, under kvalloppen i stafettlöpning 4 x 100 meter (med Viarengo, Bravin och Bongiovanni) 7 september blev sluttiden dock nytt italienskt rekord igen.
1931 deltog Steiner i sina sista italienska mästerskapen, hon vann åter guldmedalj i stafettlöpning 4 x 75 m (med Maria Bravin, Nives De Grassi, Ebe Fragiacomo och Steiner som 4.e löpare) och 4 x 100 m (med Nives De Grassi, Maria Coselli, Maria Bravin och Steiner som 4.e löpare) samt tog silvermedalj i löpning 60 m och bronsmedalj i löpning 100 m vid italienska mästerskapen i friidrott i Bologna.
Senare under 1931 deltog Steiner vid damolympiaden Olimpiadi della Grazia i Florens, under idrottsspelen vann hon silvermedalj i stafettlöpning 4 x 75 meter (med Lidia Bongiovanni, Maria Bravin, Tina Steiner som tredje löpare och Giovanna Viarengo). Hon tävlade även i löpning 60 m samt i stafettlöpning 4 x 100 m och svensk stafett dock utan att nå medaljplats. Segertiden i stafettlöpning 4 x 75 m var också italienskt rekord. Vid tävlingar i Chorzów 8 augusti förbättrade hon återigen det italienska rekordet i stafettlöpning 4 x 100 m (med Viarengo, Bravin och Bongiovanni).
Senare drog sig Steiner tillbaka från tävlingslivet.